# 2454 Olaus Magnus
2454 Olaus Magnus è un asteroide della fascia principale. Scoperto nel 1941, presenta un'orbita caratterizzata da un semiasse maggiore pari a 2,2517715 UA e da un'eccentricità di 0,2023520, inclinata di 4,73016° rispetto all'eclittica.